# Kevin Kuske
Kevin Kuske (Potsdam, República Democràtica Alemanya 1979) és un corredor de bobsleigh alemany que ha destacat a la dècada del 2000 i 2010.

## Biografia
Va néixer el 4 de gener de 1979 a la ciutat de Potsdam, població situada a l'estat de Brandenburg, que en aquells moments formava part de la República Democràtica Alemanya (RDA) i que avui en dia forma part d'Alemanya.

## Carrera esportiva
Inicià la seva carrera esportiva en l'atletisme, esdevenint el 1998 medalla de bronze en el Campionat del Món d'atletisme en categoria junior en la prova de relleus 4x100 metres llisos.
Dedicat posteriorment a la pràctica del bobsleigh, en els Jocs Olímpics d'Hivern de 2002 realitzats a Salt Lake City (Estats Units) aconseguí guanyar la medalla d'or en la prova de Bobs a 4. En els Jocs Olímpics d'Hivern de 2006 realitzats a Torí (Itàlia) aconseguí la medalla d'or en les proves de Bobs a i Bobs a 4, i en els Jocs Olímpics d'Hivern de 2010 realitzats a Vancouver guanyà la medalla d'or en la prova de Bobs a 2 i la medalla de plata en la prova de Bobs a 4. Als Jocs Olímpics d'Hivern de 2018, que se celebraren a la ciutat de Pyeongchang, guanyà una segona medalla de plata en la prova de bobs a 4.
Al llarg de la seva carrera ha guanyat 15 medalles en el Campionat del Món de bobsleigh, incloent la medalla d'or en set ocasions (Bobs a 2: 2003, 2007 i 2008; Bobs a 4: 2003, 2004, 2005 i 2008).